# فينسنت كوليت
فينسنت كوليت (بالفرنسية: Vincent Collet)‏ مواليد 6 يونيو 1963 في فرنسا، هو مدرب كرة سلة فرنسي ولاعب سابق. بدأ مسيرته الاحترافية في سنة 1980. يدرب ستراسبورغ أي جي. حقق المركز الأول في بطولة أمم أوروبا لكرة السلة 2013. اعتزل اللعب في 1998.

## المسيرة الاحترافية
لعب مع لو مان سارت باسكت في الدوري الفرنسي من سنة 1981 إلى 1985، ثم لعب مع فريق كاين في موسم 1985–1986، ثم لعب مع أسفيل باسكت في الدوري الفرنسي من سنة 1986 إلى 1990، ثم لعب مع لو مان من سنة 1990 إلى 1994، ثم لعب مع إس تي بي لو هافر في الدوري الفرنسي من سنة 1994 إلى 1998.

## سجل المنافسة
شارك في المنافسات التالية:
- كأس العالم لكرة السلة 2014
- بطولة أمم أوروبا لكرة السلة 2011
- بطولة أمم أوروبا لكرة السلة 2013
- بطولة أمم أوروبا لكرة السلة 2015
- الألعاب الأولمبية الصيفية 2012
- الألعاب الأولمبية الصيفية 2016

## الميداليات
| الميدالية | المسابقة                         |
| --------- | -------------------------------- |
| برونزية   | بطولة كأس العالم لكرة السلة 2014 |
| ذهبية     | بطولة أمم أوروبا لكرة السلة 2013 |
| فضية      | بطولة أمم أوروبا لكرة السلة 2011 |